# Maserati 6CM
La Maserati 6CM est une automobile sportive développée en 1936 par le constructeur automobile italien Maserati. 
Destinée à courir en Formule Voiturettes, c'est-à-dire moins de 1,5 l de cylindrée, la Maserati 6CM et son moteur à 6 cylindres en ligne remplace la Maserati 4CM. Elle est elle-même progressivement remplacée par la Maserati 4CL à l'horizon 1939.
La Maserati 6CM obtient de nombreuses victoires entre 1936 et 1939, notamment aux mains de Carlo Felice Trossi et de Luigi Villoresi.